# DYNAMITE 〜シングル全部ヤリマス〜
『DYNAMITE 〜シングル全部ヤリマス〜』（ダイナマイト・シングルゼンブヤリマス）は、SPYAIRの7作目の映像作品。2016年5月11日にSony Music Associated Recordsからリリースされた。

## 概要
前作『JUST LIKE THIS 2015』より約4か月ぶりのリリース。2015年12月22日に、埼玉スーパーアリーナで開催されたバンド初のアリーナツアーファイナルのライブ映像が収録されている。初回生産限定盤と通常盤の2形態によるリリースとなっており、初回生産限定盤は豪華BOXジャケット仕様に加え、56ページのフォトブックと特大ポスター、舞台裏に密着したツアードキュメンタリーが収録されている。

## 収録映像

### DISC 1
1. LIAR
  - 1stシングル表題曲
2. ファイアスターター
  - 16thシングル表題曲
3. ジャパニケーション
  - 3rdシングル表題曲
4. ROCKIN' OUT
  - 15thシングル表題曲
5. Last Moment
  - 2ndシングル表題曲
6. Naked
  - 8thシングル表題曲
7. My World
  - 6thシングル表題曲
8. サクラミツツキ
  - 10thシングル表題曲
9. BEAUTIFUL DAYS
  - 5thシングル表題曲
10. Winding Road
  - 3rdアルバム収録曲
11. My Friend
  - 1stアルバム収録曲
12. JUST ONE LIFE
  - 13thシングル表題曲
13. WENDY ～It's You～
  - 9thシングル表題曲
14. EZ Going♬
  - 4thアルバム収録曲
15. GLORY
  - 1stベストアルバム収録曲
16. 雨上がりに咲く花
  - 3rdアルバム収録曲
17. 感情ディスコード
  - インディーズ2ndシングル表題曲

### DISC 2
1. 0 GAME
  - 7thシングル表題曲
2. NO-ID feat.JASMINE
  - 4thアルバム収録曲
3. 現状ディストラクション
  - 12thシングル表題曲
4. アイム・ア・ビリーバー
  - 17thシングル表題曲
5. サムライハート (Some Like It Hot!!)
  - 4thシングル表題曲
6. 虹
  - 11thシングル表題曲

#### アンコール
1. イマジネーション
  - 14thシングル表題曲
2. SINGING
  - 1stシングルc/w曲

#### 初回生産限定盤のみ
1. DOCUMENTARY
2. JUST ONE LIFE" Movie
3. Making of "JUST ONE LIFE" Movie